# Spezzano Albanese
Pour les articles homonymes, voir Albanese.
Spezzano Albanese est une commune de la province de Cosenza, dans la région de Calabre, en Italie.

## Histoire
La commune abrite une forte communauté Arbëresh, Albanais installés ici au XVe siècle, fuyant l’avance ottomane. Ces Albanais ont gardé une forte identité, parlant toujours leur langue, l’arbërisht. Dans leur dialecte, albanais teinté d’italien, le village se nomme Spixana.
- Le château de Scribla

## Mouvement libertaire
Depuis 1992, des militants libertaires animent à Spezzano Albanese une Fédération municipale de base (Federazione Municipale di Base – FMB, en italien). Fondée sur des pratiques d'auto-organisation et d'autogestion, elle propose une alternative, sur le mode de la démocratie directe, à la gestion de la commune par les institutions municipales et leur principe de délégation de pouvoir.

## Administration
| Période                                  | Période  | Identité          | Étiquette | Qualité |
| ---------------------------------------- | -------- | ----------------- | --------- | ------- |
| 14 juin 2004                             | En cours | Ferdinando Nociti |           |         |
| Les données manquantes sont à compléter. |          |                   |           |         |

### Hameaux
Spezzano Albanese scalo

### Communes limitrophes
Cassano allo Ionio, Castrovillari, Corigliano Calabro, San Lorenzo del Vallo, Tarsia, Terranova da Sibari